# G. Hollender Söhne
Die Unternehmen G. Hollender Söhne und Peter Bircks & Cie., beide ansässig in der Seidenweberstadt Krefeld, waren im Wesentlichen die einzigen, die spezielle Pelzseiden, Kunstseide, Halbseide und reine Seiden für die Ausstattung von Pelzkleidung herstellten und weltweit verkauften. Die Spezialisierung auf Pelzseiden verschaffte ihnen für diesen Handelsartikel eine gewisse Monopolstellung in Deutschland. Die schon früh umfangreichen Exportgeschäfte von G. Hollender Söhne trugen dazu bei, die „Krefelder Seide“ in der Welt zu einem Begriff zu machen.

## Geschichte

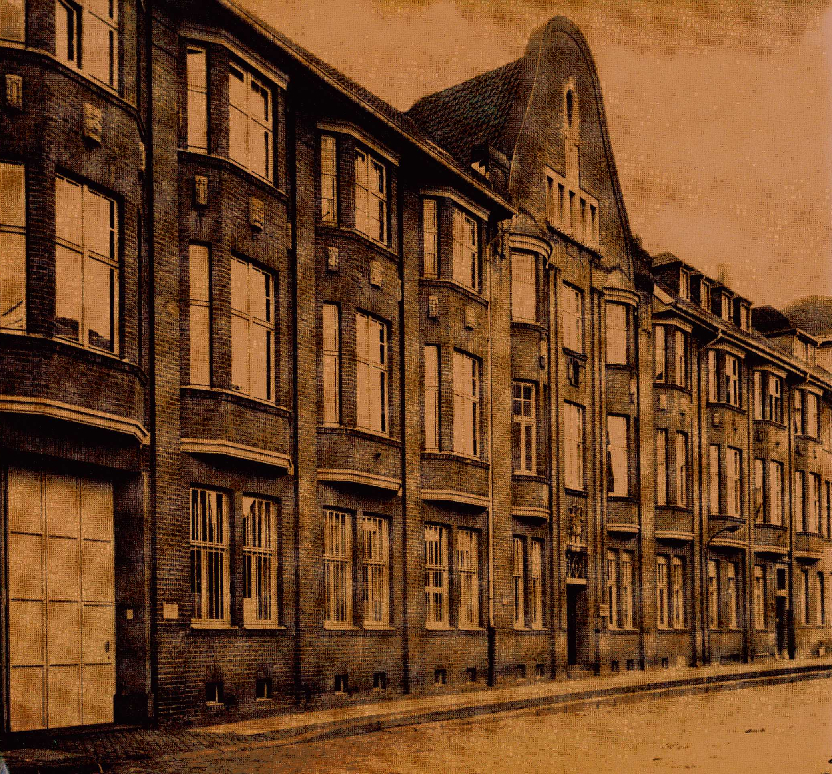
Das 1913 in Betrieb genommene Werk an der Weggenhofstraße

Im Jahr 1842 wurde in Krefeld, damals noch Crefeld geschrieben, von Gerhard Hollender und Konrad Schelleckes die Seidenfabrik Hollender & Schelleckes gegründet. Die Fabrik und die Auslieferung der Seidengarne für die Heimweber befand sich auf dem Grundstück Nordwall 55. Der Beruf des Heimwebers war lange charakteristisch für den niederrheinischen Raum. Als nach Jahren Konrad Schelleckes seine Teilhaberschaft aufgab, traten die beiden Hollender-Söhne in das Unternehmen ein, die Firmierung wurde in G. Hollender Söhne geändert.
Bereits damals produzierte das Unternehmen viele unterschiedliche Qualitäten, vorrangig feine Pelzfutterseiden und Reversseiden, noch alle aus Naturseide gewebt. Es gehörten dazu auch Stoffe für bunte Seidenwesten und elegante Kragensamte. Das Programm umfasste zu der Zeit über 150 Dessins und Qualitäten allein in Pelzfutterseiden, hinzu kamen etwa 125 Artikel aus Reversseide und 80 Dessins an Westenstoffen sowie ein großes Sortiment an Herrenfutterseiden in Ganz- und Halbseide.
In den 1890er Jahren beschäftigte Hollender inzwischen etwa 250 Mitarbeiter, die Heimweber mit eingerechnet. Dem stetig wachsenden Geschäftsvolumen entsprechend wurde das Werk mit den neu entwickelten Webstühlen vollständig mechanisiert. Um die Wende zum 20. Jahrhundert verfügte G. Hollender Söhne über ein ausgedehntes Netz an Auslieferungslagern und Vertretungen in Europa. Das Unternehmen ließ neue und größere Fabrik- und Verwaltungsgebäude an der Weggenhofstraße erstellen, die neue Weberei ging 1913 in Betrieb. Kurz nach dem Ersten Weltkrieg übernahm Walther Hollender die Leitung des Betriebs, stellte die kriegsbedingt unterbrochenen europäischen Geschäftsbeziehungen wieder her und baute sie weiter aus. Im Jahr 1924 wurde das neue Material Reyon aus Viskosefasern in das Sortiment aufgenommen.
Im Zweiten Weltkrieg wurde der gesamte Maschinenpark zerstört, jedoch konnte die Fertigung in einer befreundeten Weberei fortgesetzt werden. Der Wiederaufbau des Betriebs an der Weggenhofstraße erfolgte im Jahr 1949 mit den jetzt neuesten und leistungsfähigsten Maschinen. Aktuellere Erkenntnisse führten dazu, dass der Maschinenpark einige Jahre später durch modernste Vollautomaten ergänzt wurde.
In vielfältiger Art wurden Naturseide und Reyon gewebt. Im Jahr 1967 wurden über 30 Prozent der Erzeugnisse exportiert. Ein wesentlicher Teil der Produktion befasste sich mit der Herstellung von Leibfutterseiden für die Damen- und Herrenmaßschneiderei. Den Hauptanteil nahm jedoch weiterhin die Herstellung von Pelzseiden ein, der Wahlspruch des Unternehmens lautete: „Zum edlen Pelz die edle Seide“. Ihre Spezialitäten dabei waren reinseidene und hochwertige kunstseidene Crêpe Marocs, Crêpesatins und Duchesses. Zumindest nach dem Krieg führte man zusätzlich sämtliche von der Kürschnerei benötigten Pelzzutaten und Handwerkszeug.
Ein Nachkomme, Paul Hollender (* 30. Juni 1883 in Krefeld; † 28. September 1950 in Kapstadt), hatte eigentlich die Absicht, einmal das Familienunternehmen zu übernehmen. Er heiratete jedoch Ella Thorer (* 1884; † 1950) aus der alten Leipziger Pelzhändlerfamilie Thorer, und als ihm sein Schwiegervater Paul Thorer antrug, in das Unternehmen seiner Familie einzusteigen, gab er dessen Drängen nach. Im Jahr 1925 wurde die New Yorker Zweigstelle umbenannt in Thorer & Hollender Inc., 1932 wurde in Leipzig für den Vertrieb von Fuchsfellen die Tochtergesellschaft Thorer & Hollender gegründet.
Die Seidenweberei G. Hollender Söhne GmbH & Co. KG erlosch am 8. Oktober 2006. Lagerrestbestände befanden sich 2018 noch bei der Pelzzutatenhandlung H. Espey in Gladbeck.

Seidendessin-Muster, um 1900
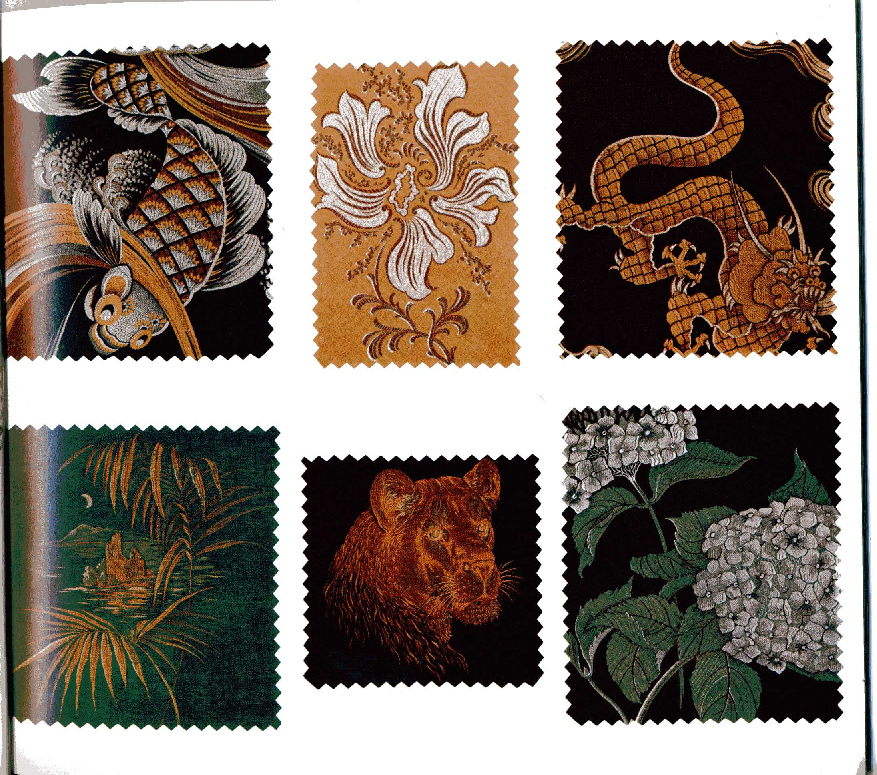
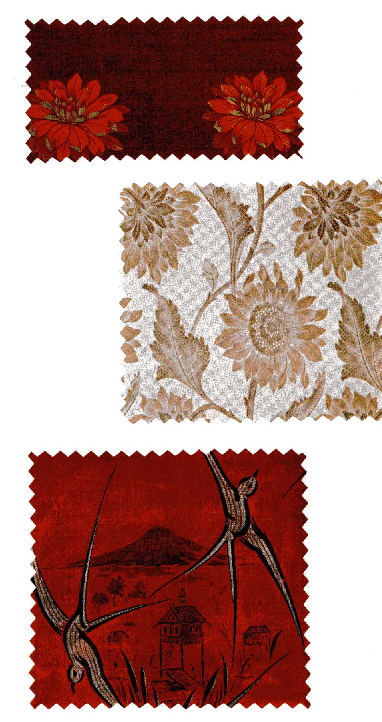